# Campeonato Mundial de Fórmula 1 de 2026
O Campeonato Mundial de Fórmula 1 da FIA de 2026 será a 77ª temporada do Campeonato Mundial de Fórmula 1, que é reconhecido pela Federação Internacional de Automobilismo (FIA), o órgão regulador do automobilismo internacional, como a mais alta categoria de competição para carros de corrida monopostos. O campeonato deve ser disputado em vários Grandes Prêmios realizados em diferentes países. Equipes e pilotos competirão para serem campeões mundiais de construtores e de pilotos, respectivamente.
Na temporada de 2026, a Fórmula 1 está programada para receber um grande conjunto de mudanças nos regulamentos de unidades de potência, chassis e esportivos. Será introduzida uma configuração revisada da unidade de potência com um sistema elétrico sem o MGU-H e com uma maior potência do MGU-K. O Sistema de Redução de Arrasto (DRS, na sua sigla em inglês) introduzido para auxiliar ultrapassagens em 2011, será removido em 2026, uma vez que os carros passarão a contar com uma aerodinâmica ativa e asas móveis. Dois novos fabricantes de motores entrarão no esporte: a Ford retornará ao esporte pela primeira vez desde 2004, formou uma parceria com a Red Bull Powertrains para fornecer unidades de potência para as equipes Red Bull Racing e a Racing Bulls, enquanto a Audi, que adquiriu a Sauber em 2024, entrará na categoria como equipe de fábrica. A Cadillac se tornará a 11ª equipe da categoria. Entretanto, a Renault deixará de fabricar motores para a Fórmula 1, tornando-se a primeira vez que a fabricante não competirá com nenhum tipo de motor licenciado pela Renault desde a temporada de 1988.

## Pilotos e equipes
Os seguintes pilotos e equipes estão atualmente sob contrato para participar do Campeonato Mundial de Fórmula 1 de 2026:
| Equipe                             | Construtor                    | Unidade de potência | Pneu | Pilotos      | Pilotos           | Pilotos |
| Equipe                             | Construtor                    | Unidade de potência | Pneu | N.°          | Nome do piloto    | Sigla   |
| ---------------------------------- | ----------------------------- | ------------------- | ---- | ------------ | ----------------- | ------- |
| BWT Alpine F1 Team                 | Alpine-Mercedes               | Mercedes            | P    | 10           | Pierre Gasly      | GAS     |
| BWT Alpine F1 Team                 | Alpine-Mercedes               | Mercedes            | P    | Por anunciar |                   |         |
| Aston Martin Aramco Honda          | Aston Martin Aramco-Honda     | Honda               | P    | 14           | Fernando Alonso   | ALO     |
| Aston Martin Aramco Honda          | Aston Martin Aramco-Honda     | Honda               | P    | 18           | Lance Stroll      | STR     |
| Audi F1 Team                       | Audi                          | Audi                | P    | 5            | Gabriel Bortoleto | BOR     |
| Audi F1 Team                       | Audi                          | Audi                | P    | 27           | Nico Hülkenberg   | HUL     |
| Cadillac Formula 1 Team            | Cadillac-Ferrari              | Ferrari             | P    |              | Por anunciar      |         |
| Cadillac Formula 1 Team            | Cadillac-Ferrari              | Ferrari             | P    | Por anunciar |                   |         |
| Scuderia Ferrari HP                | Ferrari                       | Ferrari             | P    | 16           | Charles Leclerc   | LEC     |
| Scuderia Ferrari HP                | Ferrari                       | Ferrari             | P    | 44           | Lewis Hamilton    | HAM     |
| MoneyGram Haas F1 Team             | Haas-Ferrari                  | Ferrari             | P    | 31           | Esteban Ocon      | OCO     |
| MoneyGram Haas F1 Team             | Haas-Ferrari                  | Ferrari             | P    | 87           | Oliver Bearman    | BEA     |
| McLaren Formula 1 Team             | McLaren-Mercedes              | Mercedes            | P    | 4            | Lando Norris      | NOR     |
| McLaren Formula 1 Team             | McLaren-Mercedes              | Mercedes            | P    | 81           | Oscar Piastri     | PIA     |
| Mercedes-AMG Petronas F1 Team      | Mercedes                      | Mercedes            | P    |              | Por anunciar      |         |
| Mercedes-AMG Petronas F1 Team      | Mercedes                      | Mercedes            | P    | Por anunciar |                   |         |
| Visa Cash App Racing Bulls F1 Team | Racing Bulls-Red Bull Ford    | Red Bull Ford       | P    |              | Por anunciar      |         |
| Visa Cash App Racing Bulls F1 Team | Racing Bulls-Red Bull Ford    | Red Bull Ford       | P    | Por anunciar |                   |         |
| Oracle Red Bull Racing             | Red Bull Racing-Red Bull Ford | Red Bull Ford       | P    | 33           | Max Verstappen    | VER     |
| Oracle Red Bull Racing             | Red Bull Racing-Red Bull Ford | Red Bull Ford       | P    | Por anunciar |                   |         |
| Atlassian Williams Racing          | Williams-Mercedes             | Mercedes            | P    | 23           | Alexander Albon   | ALB     |
| Atlassian Williams Racing          | Williams-Mercedes             | Mercedes            | P    | 55           | Carlos Sainz Jr.  | SAI     |

### Mudanças nas equipes
- A Audi irá ingressar na categoria pela primeira vez, tendo adquirido completamente a equipe Sauber em março de 2024. Mas com a equipe competindo nas temporadas de 2024 e 2025 como "Kick Sauber", usando motores Ferrari, antes de se tornar a equipe de fábrica da Audi em 2026 e ser renomeada para Audi F1 Team. Como resultado, a Haas se tornará a única equipe cliente da Ferrari.[8][9]
- A Ford retornará à Fórmula 1 como fornecedora de motores pela primeira vez desde que forneceu para Jaguar, Jordan e Minardi, esta última como Cosworth (a empresa que fabricava os motores Ford), em 2004. Ela formará uma parceria com a Red Bull Powertrains, para fornecer a Red Bull Racing e sua segunda equipe, a Racing Bulls.[6][7] A Honda, que se retirou parcialmente da Fórmula 1 em 2021, embora permanecesse no esporte como parceira da Red Bull Powertrains (fabricando os motores sob a bandeira "RBPT" em 2022 e "Honda RBPT" entre 2023 e 2025), deixará de fornecer motores para as duas equipes de propriedade da Red Bull, Red Bull Racing e Racing Bulls, após sete e oito temporadas, respectivamente, e relançará seu programa de motores totalmente independente através de sua subsidiária Honda Racing Corporation, começando a fornecer para a equipe da Aston Martin, que encerrará seu acordo de cliente com a Mercedes após dezessete temporadas consecutivas. A Honda já havia fornecido motores para a equipe de Silverstone como Jordan, de 1998 a 2000 como Mugen Honda, e de 2001 a 2002 como Honda.[18][44][45]
- A Cadillac se tornará a décima primeira equipe da Fórmula 1, sendo a primeira aparição da marca estadunidense na categoria e a primeira nova equipe desde a Haas em 2016.[10][24] A Cadillac já havia tentado, sem sucesso, entrar na Fórmula 1 em conjunto com a Andretti Global.[46] A equipe Cadillac irá usar unidades de potência e caixas de câmbio fornecidos pela Ferrari.[25]
- A Renault deixará de fornecer motores para a Alpine a partir de 2026, após uma série de resultados ruins de seus motores desde a era dos regulamentos da unidade de potência híbrida iniciada em 2014, tornando-se a primeira temporada sem qualquer tipo de motor licenciado pela Renault e pela França desde o campeonato de 1988. Isso significa que a Alpine se tornará uma equipe cliente em vez de ser uma equipe de fábrica completa, como era o caso desde que a Renault readquiriu a equipe antes da temporada de 2016. A equipe correu anteriormente sob o nome Renault de 2016 a 2020, e anteriormente de 2002 a 2011, quando a Renault comprou a equipe que era então conhecida como Benetton em 2000.[47] A Alpine se tornará uma equipe cliente da Mercedes, utilizando seus motores e caixas de câmbio a partir desta temporada.[14]

## Calendário

Os países em verde sediaram etapas do campeonato de 2026, enquanto os marcados em cinza escuro já sediaram um Grande Prêmio ao menos uma vez na história.

Os seguintes vinte e quatro Grandes Prêmios serão realizados como parte do calendário da temporada de 2026:
| Grande Prêmio | Grande Prêmio                        | Circuito                                          | Data           |
| ------------- | ------------------------------------ | ------------------------------------------------- | -------------- |
| 1             | Grande Prêmio da Austrália           | Circuito do Grande Prêmio de Melbourne, Melbourne | 8 de março     |
| 2             | Grande Prêmio da China               | Circuito Internacional de Xangai, Xangai          | 15 de março    |
| 3             | Grande Prêmio do Japão               | Curso Internacional de Corridas de Suzuka, Suzuka | 29 de março    |
| 4             | Grande Prêmio do Barém               | Circuito Internacional do Barém, Sakhir           | 12 de abril    |
| 5             | Grande Prêmio da Arábia Saudita      | Circuito da Corniche de Gidá, Gidá                | 19 de abril    |
| 6             | Grande Prêmio de Miami               | Autódromo Internacional de Miami, Miami Gardens   | 3 de maio      |
| 7             | Grande Prêmio do Canadá              | Circuito Gilles Villeneuve, Montreal              | 24 de maio     |
| 8             | Grande Prêmio de Mônaco              | Circuito de Mônaco, Mônaco                        | 7 de junho     |
| 9             | Grande Prêmio de Barcelona-Catalunha | Circuito de Barcelona-Catalunha, Montmeló         | 14 de junho    |
| 10            | Grande Prêmio da Áustria             | Red Bull Ring, Spielberg                          | 28 de junho    |
| 11            | Grande Prêmio da Grã-Bretanha        | Circuito de Silverstone, Silverstone              | 5 de julho     |
| 12            | Grande Prêmio da Bélgica             | Circuito de Spa-Francorchamps, Stavelot           | 19 de julho    |
| 13            | Grande Prêmio da Hungria             | Hungaroring, Mogyoród                             | 26 de julho    |
| 14            | Grande Prêmio dos Países Baixos      | Circuito de Zandvoort, Zandvoort                  | 23 de agosto   |
| 15            | Grande Prêmio da Itália              | Autódromo Nacional de Monza, Monza                | 6 de setembro  |
| 16            | Grande Prêmio da Espanha             | Circuito de Madring, Madri                        | 13 de setembro |
| 17            | Grande Prêmio do Azerbaijão          | Circuito Urbano de Bacu, Bacu                     | 26 de setembro |
| 18            | Grande Prêmio de Singapura           | Circuito Urbano de Marina Bay, Singapura          | 11 de outubro  |
| 19            | Grande Prêmio dos Estados Unidos     | Circuito das Américas, Austin                     | 25 de outubro  |
| 20            | Grande Prêmio da Cidade do México    | Autódromo Hermanos Rodríguez, Cidade do México    | 1 de novembro  |
| 21            | Grande Prêmio de São Paulo           | Autódromo José Carlos Pace, São Paulo             | 8 de novembro  |
| 22            | Grande Prêmio de Las Vegas           | Circuito Urbano de Las Vegas, Las Vegas           | 21 de novembro |
| 23            | Grande Prêmio do Catar               | Circuito Internacional de Lusail, Lusail          | 29 de novembro |
| 24            | Grande Prêmio de Abu Dhabi           | Circuito de Yas Marina, Abu Dhabi                 | 6 de dezembro  |
| Fonte:        |                                      |                                                   |                |

### Mudanças no calendário
- O Grande Prêmio da Espanha será transferido do Circuito de Barcelona-Catalunha, em Montmeló, para um novo circuito de rua localizado em Madri, construído em torno do IFEMA.[50][51] O evento de Barcelona continuou no calendário, mas recebendo o nome de Grande Prêmio de Barcelona-Catalunha.[52][53]
- O Grande Prêmio dos Países Baixos apresentará o formato com corrida sprint pela primeira vez, após os organizadores anunciarem que 2026 seria a última vez que o Grande Prêmio seria realizado.[54]
- O Grande Prêmio da Emília-Romanha, em Ímola, foi descontinuado após o término do contrato em 2025.[48]
- O Grande Prêmio do Azerbaijão será realizado em um sábado, após um pedido do promotor e das partes interessadas governamentais relevantes para a corrida ocorrer em seu Dia da Memória.[49][55]

## Pré-temporada
A Fórmula 1 anunciou a introdução de três testes de pré-temporada (nos anos anteriores, apenas uma sessão foi realizada). Os circuitos de Barcelona-Catalunha, na Espanha, e o do Barém (duas vezes) vão receber essas atividades.
O primeiro teste do ano na Espanha será privado, a Fórmula 1 introduz na próxima temporada mudanças no regulamento técnico e no de motores, e as equipes vão poder fazer uma primeira verificação dos novos carros sem que o público conheça os resultados oficialmente. As duas atividades restantes vão ser realizadas no Circuito Internacional do Barém, em Sakhir.
(Em negrito, a volta mais rápida de cada dia)
| N.º | Circuito                                 | Resultados      | Resultados | Resultados | Resultados   | Resultados | Resultados |
| --- | ---------------------------------------- | --------------- | ---------- | ---------- | ------------ | ---------- | ---------- |
| 1   | Circuito de Barcelona-Catalunha, Espanha | Dia             | Piloto     | Equipe     | Melhor tempo | Voltas     | Ref.       |
| 1   | Circuito de Barcelona-Catalunha, Espanha | 26 de janeiro   |            |            |              |            |            |
| 1   | Circuito de Barcelona-Catalunha, Espanha | 27 de janeiro   |            |            |              |            |            |
| 1   | Circuito de Barcelona-Catalunha, Espanha | 28 de janeiro   |            |            |              |            |            |
| 1   | Circuito de Barcelona-Catalunha, Espanha | 29 de janeiro   |            |            |              |            |            |
| 1   | Circuito de Barcelona-Catalunha, Espanha | 30 de janeiro   |            |            |              |            |            |
| 2   | Circuito Internacional do Barém, Barém   | Dia             | Piloto     | Equipe     | Melhor tempo | Voltas     | Ref.       |
| 2   | Circuito Internacional do Barém, Barém   | 11 de fevereiro |            |            |              |            |            |
| 2   | Circuito Internacional do Barém, Barém   | 12 de fevereiro |            |            |              |            |            |
| 2   | Circuito Internacional do Barém, Barém   | 13 de fevereiro |            |            |              |            |            |
| 3   | Circuito Internacional do Barém, Barém   | Dia             | Piloto     | Equipe     | Melhor tempo | Voltas     | Ref.       |
| 3   | Circuito Internacional do Barém, Barém   | 18 de fevereiro |            |            |              |            |            |
| 3   | Circuito Internacional do Barém, Barém   | 19 de fevereiro |            |            |              |            |            |
| 3   | Circuito Internacional do Barém, Barém   | 20 de fevereiro |            |            |              |            |            |

## Transmissão no Brasil
Após 5 anos de transmissão na Band, a TV Globo voltará a ser a emissora oficial da categoria no Brasil com um contrato válido até 2028. Das 24 etapas, apenas 15 serão exibidas na tv aberta com transmissão simultânea no SporTV enquanto que as etapas do Barém, Arábia Saudita, Miami, Canadá, Estados Unidos, Cidade do México e Catar (podem haver outras corridas em virtude da transmissão da Copa do Mundo FIFA de 2026) serão transmitidas no canal de TV por assinatura incluindo os treinos sprint e classificatórios, corridas sprint e as categorias de acesso Fórmula 2, Fórmula 3, F1 Academy e Porsche Supercup. Além disso, também estará disponível no streaming Globoplay. A equipe de transmissão terá Luís Roberto e Everaldo Marques na narração, Luciano Burti e Rafael Lopes nos comentários e reportagens de Júlia Guimarães, Guilherme Pereira e Marcelo Courrege.